# پانینی (ساندویچ)
پانینی یا پَنینی (به انگلیسی: Panini، تلفظ ایتالیایی: [paˈni:ni]  ، به معنی "نان کوچک، نان غلتکی") یا پانینو (به معنی "نان رول شده") یک ساندویچ درست شده با نان ایتالیایی است که معمولاً به صورت برشته یا تُست شده و به شکل گرم، سرو می‌شود. 
در بسیاری از کشورهای انگلیسی زبان، پانینی محدود به نان خاصی نیست و با نانهای مختلفی تهیه می‌شود. برخی از نمونه نان‌هایی که معمولاً برای تهیه آن استفاده می‌شود عبارت‌اند از نان باگت، چیاباتا (Ciabatta)، فوکاچا (Focaccia) و میچتا (Michetta). برای تهیه این ساندویچ، نان به صورت افقی برش داده شده و با مواد حاضری مانند پنیر، ژامبون، مورتادلا، سالامی یا سایر مواد غذایی پر می‌شود. بعد از تکمیل مواد داخل نان، ساندویچ فشرده شده و برشته می‌شود و بعد از آن سرو می‌شود.